# The Perry Bible Fellowship
The Perry Bible Fellowship è una striscia a fumetti pubblicata negli Stati Uniti d'America su alcuni quotidiani e poi anche sul web come webcomic e realizzato da Nicholas Gurewitch. Esordì sul The Daily Orange, giornale della Syracuse University, e prese il titolo dal nome di una chiesa nel Maine. Viene pubblicato su una ventina di quotidiani, cinque riviste e cinque quotidiani scolastici.
Nel 2006 il fumetto ha vinto l'Ignatz Award nella categoria Outstanding Online Comic, cioè "fumetto online eccezionale"; dal primo agosto dello stesso anno le strisce sono raccolte sul web /www.pbfcomics.com. Dal 13 febbraio 2008 il webcomic è entrato in una fase di pausa indefinita, l'autore ha infatti affermato che non ha intenzione di far diventare un lavoro fisso la sua attività di fumettista.
La serie non ha personaggi fissi né storie ricorrenti se non qualche minimo riferimento interno ed è caratterizzata da un tipo di umorismo decisamente surreale e assurdo, che varie volte sfocia nell'umorismo nero, il tutto accentuato dalla contrapposizione con lo stile di disegno spesso infantile o che ritrae ambientazioni fantastiche. Una caratteristica ricorrente di alcune strisce è presentare le vicende surreali di oggetti antropomorfizzati.
Lo stile del disegno caratterizza la serie con una linea spessa, campiture di colore piatte e personaggi dai connotati ridotti al minimo, anche se altre sono molto dettagliate e realizzate con gli stili più diversi, dall'acquarello alla pixel art. In alcuni casi l'autore si mette a parodiare lo stile di alcuni autori come ad esempio Quentin Blake in una striscia che fa la parodia del libro di Roald Dahl La fabbrica di cioccolato, di cui Blake era stato illustratore.